# Liste der Baudenkmäler in Denklingen

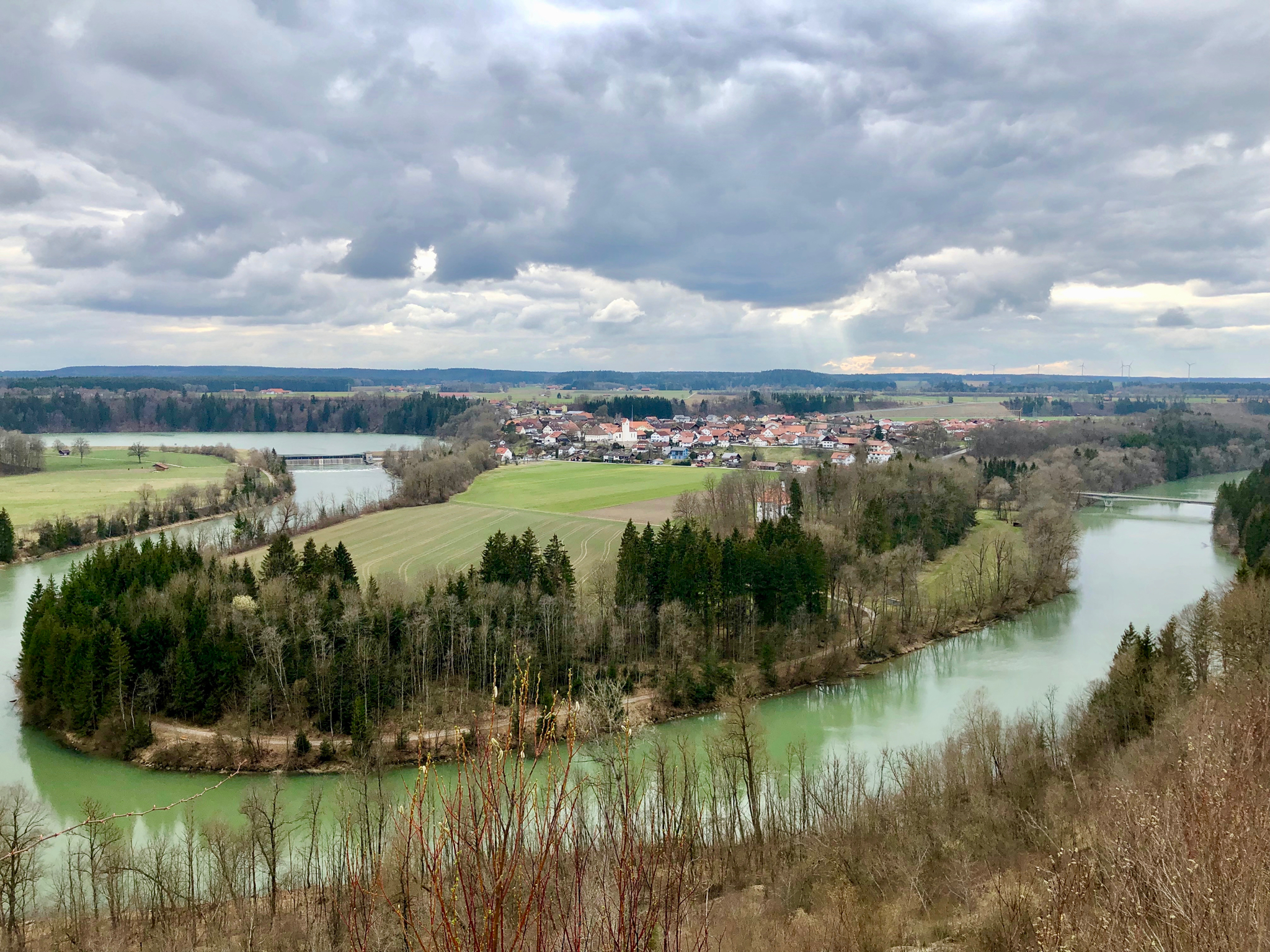
Blick auf den Lech und den Ortsteil Epfach

Auf dieser Seite sind die Baudenkmäler in der oberbayerischen Gemeinde Denklingen zusammengestellt. Diese Tabelle ist eine Teilliste der Liste der Baudenkmäler in Bayern. Grundlage ist die Bayerische Denkmalliste, die auf Basis des Bayerischen Denkmalschutzgesetzes vom 1. Oktober 1973 erstmals erstellt wurde und seither durch das Bayerische Landesamt für Denkmalpflege geführt wird. Die folgenden Angaben ersetzen nicht die rechtsverbindliche Auskunft der Denkmalschutzbehörde.

## Baudenkmäler nach Ortsteilen

### Denklingen
| Lage                          | Objekt                                                         | Beschreibung | Akten-Nr.              | Bild                     |
| ----------------------------- | -------------------------------------------------------------- | --- | ---------------------- | ------------------------ |
| Alpenstraße (Standort)        | Bildhäuschen                                                   | geschlämmter Backsteinbau mit Satteldach und Nische, 1880; an der Straße nach Menhofen | D-1-81-113-4 Wikidata  | Bildhäuschen             |
| Bahnhofstraße 8 (Standort)    | Forsthaus                                                      | stattlicher Walmdachbau mit Zwerchhäusern, 1917 | D-1-81-113-6 Wikidata  | Forsthaus                |
| Benefiziumweg 4 (Standort)    | Ehemals Benefiziatenhaus                                       | Steilsatteldachbau mit Gesimsgliederung des Giebelfeldes, im Kern 1713 | D-1-81-113-13 Wikidata | Ehemals Benefiziatenhaus |
| Bergstraße 16 (Standort)      | Ehemals Bauernhaus                                             | einseitig geschleppter Flachsatteldachbau mit Giebeltenne, im Kern 18. und Mitte 19. Jahrhundert | D-1-81-113-8 Wikidata  | Ehemals Bauernhaus       |
| Buchweg 1 (Standort)          | Gasthaus                                                       | stattlicher zweigeschossiger Steilsatteldachbau mit rustiziertem Erdgeschoss, im Kern um 1670 | D-1-81-113-9 Wikidata  | Gasthaus                 |
| Buchweg 6 (Standort)          | Bauernhaus                                                     | Mittertennbau mit Flachsatteldach und aufgedoppelter Haustür, 2. Hälfte 18. Jahrhundert | D-1-81-113-10 Wikidata | Bauernhaus               |
| Hauptstraße 3 (Standort)      | Ehemals Gasthaus                                               | zweigeschossiger Steilsatteldachbau mit Putzgliederung, 1735 | D-1-81-113-11 Wikidata | Ehemals Gasthaus         |
| Hauptstraße 21 (Standort)     | Bauernhaus                                                     | Flachsatteldachbau mit Bundwerk-Kniestock, im Kern 2. Hälfte 18. Jahrhundert; Stadel, verbretterter Ständerbau mit Flachsatteldach, bezeichnet 1793 | D-1-81-113-14 Wikidata | Bauernhaus               |
| Hauptstraße 25 (Standort)     | Stadel                                                         | gemauerter Satteldachbau mit Rundbogenöffnungen, bezeichnet 1813 | D-1-81-113-15 Wikidata | Stadel                   |
| Hauptstraße 29 (Standort)     | Backhaus                                                       | eingeschossiger verputzter Backsteinbau mit einseitig herabgezogenem Satteldach, 18./19. Jh. | D-1-81-113-16          | BW                       |
| Hauptstraße 33 (Standort)     | Bauernhaus                                                     | Mittertennbau mit Flachsatteldach und bemalter Kerbschnitzerei am Kniestock, bezeichnet 1819 | D-1-81-113-18 Wikidata | weitere Bilder           |
| Hauptstraße 44 (Standort)     | Ehemals Bauernhaus                                             | Mittertennbau mit Flachsatteldach und Bundwerk-Kniestock, 18. und Anfang 19. Jahrhundert, durch Brand am 17. Januar 2018 weitgehend zerstört | D-1-81-113-19 Wikidata | Ehemals Bauernhaus       |
| Hauptstraße 57 (Standort)     | Ehemals Bauernhaus                                             | Mittertennbau mit geschlepptem Flachsatteldach, Bundwerkkniestock und Wandmalereien, im Kern 18. und 1. Hälfte 19. Jahrhundert | D-1-81-113-20 Wikidata | Ehemals Bauernhaus       |
| Hauptstraße 60 (Standort)     | Stadel                                                         | teilweise offener Ständerbau mit Satteldach, um 1800 | D-1-81-113-21 Wikidata | Stadel                   |
| Hauptstraße 64 (Standort)     | Kruzifix                                                       | Holzkreuz mit Christus und Maria, farbig gefasste, barocke Holzskulpturen, 17./18. Jahrhundert | D-1-81-113-22 Wikidata | Kruzifix                 |
| Kirchberg 1 (Standort)        | Katholische Pfarrkirche St. Michael                            | Saalbau mit Walmdach über gerundeten Ecken, eingezogenem, halbrund schließendem Chor und Ostturm, Turm 1407, Langhaus und Chor von Franz Kleinhans, 1765/66; mit Ausstattung; Friedhofsmauer, verputzter Ostzug sowie jeweils der östliche Teil der Nord- und Südseite mit mächtigen Strebepfeilern und Pfeiler flankierten Eingängen an der Nordost- und Südostecke, 17./18. Jahrhundert | D-1-81-113-1 Wikidata  | weitere Bilder           |
| Kirchberg 5 (Standort)        | Ehemals Kleinbauernhaus                                        | Flachsatteldach mit Giebeltenne, 1. Hälfte 18. Jahrhundert | D-1-81-113-23 Wikidata | Ehemals Kleinbauernhaus  |
| Kirchberg 7 (Standort)        | Ehemals Kleinbauernhaus                                        | nach Westen verbretterter Ständerbau mit Mittertenne, im Kern 17./18. Jahrhundert | D-1-81-113-24 Wikidata | Ehemals Kleinbauernhaus  |
| Kirchberg 9 (Standort)        | Ehemals Kleinbauernhaus                                        | Satteldachbau mit Giebeltenne, im Kern 18. Jahrhundert, Dach und Tenntor 2. Viertel 19. Jahrhundert | D-1-81-113-25 Wikidata | Ehemals Kleinbauernhaus  |
| Menhofer Straße 24 (Standort) | Ehemals Bauernhaus                                             | Mittertennbau mit Flachsatteldach und verschaltem Giebel, zum Teil verputzter Ständerbau, im Kern 2. Hälfte 17. Jahrhundert | D-1-81-113-28 Wikidata | BW                       |
| Nähe Aufkirchweg (Standort)   | Katholische Filialkirche St. Stephan, sogenannte Osteraufkirch | Saalbau mit eingezogenem Polygonalchor und Chorflankenturm, Turm im Kern romanisch, Langhaus und Chor im Kern 2. Hälfte 15. Jahrhundert, verändert um 1730/40, nach Kriegszerstörung 1943 wieder aufgebaut bis 1969; mit Ausstattung | D-1-81-113-2           | weitere Bilder           |
| Nähe Hauptstraße (Standort)   | Mariensäule                                                    | Madonna im Strahlenkranz auf Postament mit gedrungener Säule aus Muschelkalk, Sockel 2. Hälfte 18. Jahrhundert, Figur 1917; bei der Antoniuskapelle | D-1-81-113-32 Wikidata | Mariensäule              |
| Nähe Hauptstraße (Standort)   | Steinkreuze                                                    | drei Tuffsteinkreuze, spätmittelalterlich; bei der Antoniuskapelle | D-1-81-113-31 Wikidata | Steinkreuze              |
| Nähe Kirchberg (Standort)     | Kriegerdenkmal                                                 | Skulptur des mit dem Drachen kämpfenden hl. Georgs auf Postament, mit konkaver Rückwand, nach Entwurf von Adolf Braig ausgeführt von Konrad Roth, 1925 | D-1-81-113-56 Wikidata | Kriegerdenkmal           |
| Raiffeisenstraße 3 (Standort) | Ehemals Bauernhaus                                             | Flachsatteldachbau mit weit überstehendem Dachfuß, wohl 1. Hälfte 18. Jahrhundert | D-1-81-113-29 Wikidata | weitere Bilder           |
| St.-Anton-Weg 1 (Standort)    | Katholische Kapelle St. Antonius                               | einschiffiger Satteldachbau mit eingezogenem Polygonalchor und Dachreiter, im Kern 1681, von Joseph Schmuzer vergrößert, 1738; mit Ausstattung | D-1-81-113-3 Wikidata  | weitere Bilder           |
| Vogtberg 1 (Standort)         | Ehemals Bauernhaus                                             | kleiner Mittertennbau mit Steilsatteldach, bezeichnet 1791 | D-1-81-113-7 Wikidata  | Ehemals Bauernhaus       |

### Dienhausen
| Lage                                               | Objekt                         | Beschreibung                                                                                              | Akten-Nr.              | Bild              |
| -------------------------------------------------- | ------------------------------ | --- | ---------------------- | ----------------- |
| Nähe Weihertalstraße; Weihertalstraße 8 (Standort) | Getreidekasten                 | Unterbau mit Spundwand, Obergeschoss Blockbau, bezeichnet 1686; im Stadel                                 | D-1-81-113-36 Wikidata | BW                |
| Neuwäldleweg 1 (Standort)                          | Tennentor                      | reich ornamentiertes und bemaltes Holztor, um 1840/50                                                     | D-1-81-113-34 Wikidata | BW                |
| Weihertalstraße 4 (Standort)                       | Ehemals Schulhaus              | Walmdachbau mit Loggia und rundem Eckerker, um 1922                                                       | D-1-81-113-35 Wikidata | Ehemals Schulhaus |
| Weihertalstraße 13 (Standort)                      | Katholische Kapelle St. Magnus | einschiffiger Satteldachbau mit eingezogener, halbrunder Apsis und Chorflankenturm, 1733; mit Ausstattung | D-1-81-113-33 Wikidata | weitere Bilder    |
| Weihertalstraße 20 (Standort)                      | Haustüren                      | Zwei reich geschnitzte Haustüren, um 1860                                                                 | D-1-81-113-37 Wikidata | Haustüren         |

### Epfach
| Lage                                                                    | Objekt                                   | Beschreibung | Akten-Nr.              | Bild                    |
| ----------------------------------------------------------------------- | ---------------------------------------- | --- | ---------------------- | ----------------------- |
| Dominikus-Zimmermann-Straße 4; Dominikus-Zimmermann-Straße 3 (Standort) | Pfarrhaus                                | stattlicher zweigeschossiger Walmdachbau mit Freskenfragmenten, bezeichnet 1750; Wasch- und Backhaus, kleiner Steilsatteldachbau, 18. Jahrhundert                                                                                    | D-1-81-113-41          | weitere Bilder          |
| Lorenz-Boxler-Weg 1 (Standort)                                          | Katholische Kapelle St. Lorenz           | einschiffiger Bau mit eingezogener halbrunder Apsis und Dachreiter, von Stephan Socher, 1751; mit Ausstattung | D-1-81-113-40 Wikidata | weitere Bilder          |
| Marienweg 1 (Standort)                                                  | Katholische Pfarrkirche St. Bartholomäus | klassizistischer Saalbau mit flachem Walmdach, eingezogenem Polygonalchor und romanischem Chorflankenturm, Turm 12./13. Jahrhundert, Langhaus und Chor von Matthias Left, 1821/22; mit Ausstattung                                   | D-1-81-113-39 Wikidata | weitere Bilder          |
| Nähe VIA CLAUDIA (Standort)                                             | Gedenkstein                              | oben halbrund schließende Kalksteinstele mit eingetiefter Solnhofer Platte, bezeichnet 1704, erneuert 1867, 1904 und 1927; am südlichen Ortsausgang, 100 Meter vor Abzweigung Kinsau                                                 | D-1-81-113-52 Wikidata | weitere Bilder          |
| Römerstraße 4 (Standort)                                                | Ehemals Kleinbauernhaus                  | niedriger zweigeschossiger Flachsatteldachbau mit eingezogener Mittertenne, im Kern 18. Jahrhundert; Stadelanbau, 1907 | D-1-81-113-42 Wikidata | Ehemals Kleinbauernhaus |
| Rosenau (Standort)                                                      | Steinkreuz                               | Tuffstein mit kreuzförmigen Einschnitten, 1627 oder 1632; 200 Meter südwestlich vom Einzelhof „Lechrainer“ | D-1-81-113-51 Wikidata | Steinkreuz              |
| VIA CLAUDIA 13 (Standort)                                               | Bauernhaus                               | zweigeschossiger Satteldachbau, bezeichnet 1865; Stadel, quer gelagerter Satteldachbau, bezeichnet 1836 | D-1-81-113-48 Wikidata | Bauernhaus              |
| VIA CLAUDIA 27 (Standort)                                               | Ehemals Bauernhaus                       | Mittertennbau mit Hakenschopf, barocke Türrahmung, Bundwerk über dem Tennentor und Bundwerkkniestock, im Kern 18. Jahrhundert und Anfang 19. Jahrhundert, Dach 2. Hälfte 19. Jahrhundert; Backhaus, kleiner Satteldachbau, nach 1816 | D-1-81-113-46 Wikidata | Ehemals Bauernhaus      |
| VIA CLAUDIA 31 (Standort)                                               | Ehemals Bauernhaus                       | Mittertennbau mit Flachsatteldach, 1. Hälfte 18. Jahrhundert, Wiederkehr 1911 | D-1-81-113-45 Wikidata | Ehemals Bauernhaus      |
| Wangergasse 1 (Standort)                                                | Bauernhaus                               | Mittertennbau mit Steilsatteldach, 1836, Erweiterungen 1855 und 1917 | D-1-81-113-50 Wikidata | Bauernhaus              |

### Forchau
| Lage                 | Objekt             | Beschreibung                                                                                 | Akten-Nr.              | Bild           |
| -------------------- | ------------------ | -------------------------------------------------------------------------------------------- | ---------------------- | -------------- |
| Forchau 3 (Standort) | Ehemals Bauernhaus | stattlicher langgestreckter Flachsatteldachbau mit Bundwerkkniestock, Anfang 19. Jahrhundert | D-1-81-113-53 Wikidata | weitere Bilder |

## Ehemalige Baudenkmäler
In diesem Abschnitt sind Objekte aufgeführt, die früher einmal in der Denkmalliste eingetragen waren, jetzt aber nicht mehr. Objekte, die in anderem Zusammenhang also z. B. als Teil eines Baudenkmals weiter eingetragen sind, sollen hier nicht aufgeführt werden. Aktennummern in diesem Abschnitt sind ehemalige, jetzt nicht mehr gültige Aktennummern.

| Lage                            | Objekt                                 | Beschreibung                                | Akten-Nr.              | Bild |
| ------------------------------- | -------------------------------------- | ------------------------------------------- | ---------------------- | ---- |
| Epfach Römerstraße 8 (Standort) | Wohnteil eines ehemaligen Bauernhauses | Flachsatteldachbau, im Kern 18. Jahrhundert | D-1-81-113-43 Wikidata | BW   |

## Abgegangene Baudenkmäler
In diesem Abschnitt sind Objekte aufgeführt, die früher einmal in der Denkmalliste eingetragen waren, jetzt aber nicht mehr existieren, z. B. weil sie abgebrochen wurden. Aktennummern in diesem Abschnitt sind ehemalige, jetzt nicht mehr gültige Aktennummern.

| Lage                                  | Objekt     | Beschreibung                                                                                          | Akten-Nr.              | Bild       |
| ------------------------------------- | ---------- | --- | ---------------------- | ---------- |
| Denklingen Birkenstraße 19 (Standort) | Bauernhaus | zweigeschossiger, einseitig abgeschleppter Satteldachbau mit verbrettertem Stallteil, bezeichnet 1822 | D-1-81-113-30 Wikidata | Bauernhaus |
| Denklingen Hauptstraße 29 (Standort)  | Backhaus   | eingeschossiger verputzter Backsteinbau mit einseitig herabgezogenem Satteldach, 18./19. Jh.          | D-1-81-113-16 Wikidata | Backhaus   |